# Kommando Gesundheitsversorgung der Bundeswehr
Das Kommando Gesundheitsversorgung der Bundeswehr (KdoGesVersBw) ist eine Kommandobehörde der Bundeswehr und Fachkommando für Gesundheitsversorgung. Es wurde zum 1. April 2025 aufgestellt und untersteht dem Unterstützungsbereich.

## Geschichte
Die Aufstellung des Kommandos Gesundheitsversorgung der Bundeswehr wurde am 2. August 2024 offiziell angekündigt. Es ist Teil der am 2. April 2024 vom Bundesminister der Verteidigung, Boris Pistorius, bekannt gemachten Strukturreform der Bundeswehr, um diese kriegstüchtig zu machen. Das Kommando wurde am 1. April offiziell auf- und dem Unterstützungsbereich unterstellt. Ihm unterstanden zu diesem Zeitpunkt rund 24.000 Dienstposten.

## Führung
Die Führung des Kommandos zur Aufstellung besteht aus folgenden Personen: Kommandeur des Kommandos Generalstabsarzt Johannes Backus, Kommandeur Ambulantes Gesundheitsversorgung Generalarzt Jürgen Meyer, Kommandeur Klinische Gesundheitsversorgung Michael Zallet und Chef des Stabes Rolf von Uslar.

## Gliederung
Dem Kommando sind folgende Dienststellen nachgeordnet:
- Kommando Gesundheitsversorgung der Bundeswehr
  -  Kommando Regionale Sanitätsdienstliche Unterstützung
  -  Kommando Sanitätsdienstliche Einsatzunterstützung
  -  Multinational Medical Coordination Centre-Europe
  -  Sanitätsakademie der Bundeswehr
  - Zentrales Institut des Sanitätsdienstes der Bundeswehr Kiel
  - Zentrales Institut des Sanitätsdienstes der Bundeswehr München
  - Überwachungsstelle für öffentlich-rechtliche Aufgaben des Sanitätsdienstes – Süd
  - Überwachungsstelle für öffentlich-rechtliche Aufgaben des Sanitätsdienstes – West
  - Überwachungsstelle für öffentlich-rechtliche Aufgaben des Sanitätsdienstes – Nord
  - Überwachungsstelle für öffentlich-rechtliche Aufgaben des Sanitätsdienstes – Ost